# Richard Krautheimer
Richard Krautheimer (Fürth, 6 luglio 1897 – Roma, 1º novembre 1994) è stato uno storico dell'arte e storico dell'architettura tedesco.
Si occupò soprattutto di arte medievale italiana ma fu anche apprezzato studioso dell'arte bizantina e del barocco.

## Biografia
Nacque nell'Impero tedesco da Nathan Krautheimer (1854–1910) e Martha Landman (1875–1967). Il cugino di Krautheimer, Ernst Kitzinger, fu un eminente bizantinista. Krautheimer combatté nella prima guerra mondiale come soldato di leva nell'esercito tedesco (1916–18). Nel periodo 1919–23 inizialmente studiò diritto alle università di Monaco, Berlino, e Marburgo con Heinrich Wölfflin, Adolf Goldschmidt e Werner Weisbach. In questi anni lavorò per un breve periodo all'inventario statale delle chiese di Erfurt (Inventarisierung der Erfurter Kirchen für die Preussische Denkmalpflege). Nel 1924 sposò Trude Hess che in seguito studiò storia dell'arte e divenne anch'essa famosa come studiosa e una nota collezionista. Krautheimer completò la sua dissertazione ad Halle con Paul Frankl nel 1925 con il titolo Die Kirchen der Bettelorden in Deutschland (1240–1340). Il lavoro con Frankl esercitò una forte influenza su Krautheimer per tutta la vita. Willibald Sauerländer afferma che fu Krautheimer che in seguito introdusse il lavoro di Frankl negli Stati Uniti. La metodologia di sistematizzazione del mentore di Krautheimer, Frankl, "non lasciò mai Krautheimer" secondo Willibald Sauerlander.
Nel 1927 completò la sua Habilitation con Richard Hamann a Marburgo. Lo stesso anno, mentre faceva delle ricerche nella Bibliotheca Hertziana a Roma, Krautheimer sviluppò l'idea per un manuale sulle chiese romane con un collega, Rudolf Wittkower, manuale che in seguito divenne il Corpus Basilicarum. Nel 1928 accettò un incarico di insegnamento come privatdozent a Marburgo. Esclusi gli studi in-residence alla Hertziana (1930/31, 32/33) rimase a Marburgo. I Krautheimer fuggirono dalle persecuzioni naziste abbandonando la Germania. Nel periodo 1933–35 Krautheimer lavorò al Corpus, accettando un impiego retribuito dal figlio di Frankl a Roma. Il peggioramento della situazione politica per gli ebrei nei paesi dell'Asse spinse i Krautheimer a emigrare negli Stati Uniti. Krautheimer trovò una collocazione all'Università di Louisville, nel Kentucky, università che presumibilmente non aveva mai sentito nominare. Su sua richiesta, Louisville assunse un altro storico dell'arte in fuga, un amico di Krautheimer dagli anni della scuola, Justus Bier. Krautheimer si trasferì al Vassar College nel 1937 su richiesta del responsabile del Vassar’s Art Department, Agnes Claflin. Lo stesso anno vide la luce il primo volume del Corpus Basilicarum Christianarum Romae di Krautheimer, un inventario di studio e la documentazione delle prime chiese cristiane a Roma, che alla fine sarà composto di cinque volumi. Il tutto non fu completato fino al 1977. In seguito all'entrata degli Stati Uniti nella seconda guerra mondiale, lui e Trude presero la cittadinanza statunitense. Richard collaborò negli anni 1942–44 come analista-ricercatore senior con l'Office of Strategic Services (OSS). Analizzò le foto aeree di Roma per assistere nella protezione degli edifici storici durante i bombardamenti. Mentre era ancora al Vassar College, insegnò (con lo status di lettore) alla New York University (1938–49). Passò permanentemente alla NYU nel 1952 come professore Jayne Wrightsman di Belle Arti. Nei primi anni 1950 si dedicò alle ricerche per una monografia su un artista, Lorenzo Ghiberti, pubblicata assieme a sua moglie nel 1956. Lavorò per un semestre come sostituto direttore dell'Institute of Fine Arts alla New York University.
Krautheimer successivamente si impegnò in quello che chiamò il suo libro più difficile da preparare e scrivere: il volume di saggio sulla prima architettura cristiana per la Pelican History of Art. Il manoscritto fu completato nel 1963 e pubblicato due anni dopo. Il volume si rivelò essere una delle migliori sintesi sulla architettura tardo antica/alto medievale pubblicate e portò Krautheimer alla sua maggiore popolarità. Revisionò e ripubblicò il lavoro due volte, nel 1975 e nel 1979. Dopo un secondo tomo su Ghiberti nel 1971, Krautheimer si dimise dalla NYU come "Samuel F. B. Morse Professor Emeritus" e tornò a Roma. Lo storico dell'arte Wolfgang Lotz, suo amico, gli offrì una residenza alla Bibliotheca Hertziana. Qui Krautheimer completò la sua lunga ricerca sul Corpus Basilicarum. In questi suoi ultimi anni si dedicò alla scrittura di due dei suoi più sintetici lavori sulla storia dell'arte. Rome: Profile of a City (1980) e The Rome of Alexander VII (1985) combinano storia sociale, un ampio respiro di conoscenze d'archivio e penetrante storia dell'architettura in un unico volume. In entrambi i casi, Krautheimer scelse periodi relativamente trascurati della storia di Roma per offrire un'avvincente narrazione sulle interazioni tra lavori pubblici e mecenatismo. Divenne cittadino onorario di Roma il 21 aprile 1994. Mentre collaborava con gli amici per preparare il suo 100º compleanno, Krautheimer morì a 97 anni nel Palazzetto Zuccari. La moglie l'aveva lasciato sette anni prima. Tra i suoi molti studenti alla New York University ci furono Howard Saalman, Leo Steinberg, James S. Ackerman, Frances Huemer, Marvin Trachtenberg, Slobodan Curcic, e Dale Kinney. Negli anni romani fu sua allieva ed  assistente Joan Barclay Lloyd, studiosa di storia dell'arte e dell'architettura medievale. È sepolto nel cimitero acattolico di Roma.

## Riconoscimenti
Nel 1973, l'Accademia dei Lincei gli ha conferito il Premio Internazionale Feltrinelli per la sua opera di studioso dell'Arte.

## Pubblicazioni
- [dissertazione] Die Kirchen der Bettelorden in Deutschland, 1240–1340. Cologne, 1925.
- [dissertazione] Mittelalterliche Synagogen. Marburg-Wittenberg, 1927.
- Mittelalterliche Synagogen. Berlino: Frankfurter Verlags-Anstalt, 1927.
- Zur venezianischen Trecentoplastik. Marburg an der Lahn: Verlag des Kunstgeschichtlichen Seminars der Universität Marburg an der Lahn, 1926–1935.
- Opicinus de Canistris; Weltbild und Bekenntnisse eines avignonesischen Klerikers des 14. Jahrhunderts. London: The Warburg Institute, 1936.
- "Introduction to an Iconography of Medieval Architecture." Journal of the Courtauld and Warburg Institutes 5 (1942): 1–33, ristampato in: Studies in Early Christian, Medieval and Renaissance Art. a cura di James S. Ackerman et al. New York: New York University Press, 1969.
- "Sancta Maria Rotunda." Arte del Primo millennio, Atti del II convegno per lo studio dell'arte dell'alto medio evo tenuto presso l'Università di Pavia nel settembre 1950. a cura di Edoardo Arslan. Turin: 1953: 21–7.
- and Krautheimer-Hess, Trude. Lorenzo Ghiberti. Princeton: Princeton University Press, 1956
- "Mensa-coemeterium-martyium." Cahiers archeologiques 11 (1960): 15–40.
- "The Carolingian Revival of Early Christian Architecture." Art Bulletin 24 (1942): 1–38. Ristampato in una versione con minori variazioni in Studies in Early Christian, Medieval and Renaissance Art (above): 203–56.
- "Riflessioni sull'architettura paleocristiana." In Atti del VI Congresso Internationale di Archeologia Cristiana, Ravena 23–30 settembre 1962. Studi di Antichità Christiana 26. Città del Vaticano: 1965, pp. 567–79.
- Early Christian and Byzantine Architecture. Baltimore: Penguin Books, 1965.
- Ghiberti's Bronze Doors. Princeton, NJ: Princeton University Press, 1971.
- Corpus Basilicarum Christianarum Romae: The early Christian Basilicas of Rome (IV–IX Centuries). Città del Vaticano: Pontificio istituto di archeologia cristiana, 1937–1977.
- Rome: Profile of a City, 312–1308. Princeton: Princeton University Press, 1980.
- Three Christian Capitals: Topography and Politics. Berkeley: University of California Press, 1983.
- The Rome of Alexander VII, 1655–1667. Princeton, NJ: Princeton University Press, 1985.

## Altre letture
- Eugene W. Kleinbauer, Research Guide to the History of Western Art. Sources of Information in the Humanities, no. 2. Chicago: American Library Association, 1982, pp. 69–70.
- Eugene W. Kleinbauer, Modern Perspectives in Western Art History: An Anthology of 20th-Century Writings on the Visual Arts. New York: Holt, Rinehart and Winston, 1971, p. 18; pp. 66; 70, 81, 87 cited, 92 [his method of Carolingian art research discussed].
- Germain Bazin, Histoire de l'histoire de l'art: de Vasari à nos jours. Paris: Albin Michel, 1986, pp. 435, 542.
- Metzler Kunsthistoriker Lexikon: zweihundert Porträts deutschsprachiger Autoren aus vier Jahrhunderten. Stuttgart: Metzler, 1999, pp. 225–28.
- Ulrike Wendland, Biographisches Handbuch deutschsprachiger Kunsthistoriker im Exil: Leben und Werk der unter dem Nationalsozialismus verfolgten und vertriebenen Wissenschaftler. Munich: Saur, 1999, vol. 1, pp. 377–86.
- Willibald Sauerländer, "Richard Krautheimer:" The Burlington Magazine 137 (February 1995): 119–20.